# Ши Бо
Ши Бо (кит. 史伯 — историограф Бо) — Древнекитайский мыслитель VIII века до н. э. Был историографом при дворе чжоуского Ю-вана. Согласно трактату «Го юй», Ши Бо, отвечая на вопросы чжэнского правителя Хуань-гуна, дал определение гармонии (хэ) (和) и, противопоставив категории «гармония» (хэ) «тождественное» (тун) (同), выдвинул положение о том, что «гармония рождает вещи» (夫和實生物). Позднее понятие «гармонии» (хэ) стало одной из главных категорий философии, науки и культуры Китая.

## Свидетельства о жизни и учении
- «…гармония, по существу, рождает все вещи, в то время как единообразие не приносит потомства. Уравнение одного с помощью другого называется гармонией, благодаря гармонии все бурно растет, и все живое подчиняется ей. Если же к вещам одного рода добавлять вещи другого рода, то когда вещь исчерпывается, от неё приходится отказываться». Го юй. Глава 16 (209).
- "夫和實生物，同則不繼。以他平他謂之和，故能豐長而物歸之；若以同裨同，盡乃棄矣。"